# پاله تالاوینا
پاله تالاوینا (به لاتین: Palle Talawinna) یک منطقهٔ مسکونی در سری‌لانکا است که در استان مرکزی (سری‌لانکا) واقع شده‌است.